# Wilgotność optymalna
Wilgotność optymalna – wilgotność, przy której w ustalonych (normowych) warunkach ubijania można osiągnąć maksymalne zagęszczenie gruntu. Badanie wilgotności optymalnej jest przeprowadzane za pomocą aparatu Proctora. Wilgotność optymalną ustala się najczęściej przy projektowaniu nawierzchni drogowych, boisk, czy nasypów ziemnych.